# Phoebanthus grandiflorus
Phoebanthus grandiflorus là một loài thực vật có hoa trong họ Cúc. Loài này được (Torr. & A.Gray) S.F.Blake miêu tả khoa học đầu tiên năm 1916.